# När Bengt och Anders bytte hustrur (1925)
När Bengt och Anders bytte hustrur är en svensk stumfilm från 1925 i regi av Thure Alfe.
Filmen premiärvisades 5 oktober 1925 på biograferna Palladium i Göteborg ochRöda Kvarn i Helsingborg. Inspelningen skedde vid den tidigare Bonnierateljén på Kungsholmen i Stockholm med exteriörer från Hjulsta av Arthur Thorell. Som förlaga har man Felix Körlings pjäs När Bengt och Anders bytte hustrur som uruppfördes på Hagateatern i Stockholm 1916.  Pjäsen nyinspelades 1950 med Arthur Spjuth som regissör, se När Bengt och Anders bytte hustrur (1950).

## Rollista
- Carl-Ivar Ytterman – Bengt på Snibben
- Carin Appelberg-Sandberg – Britta, hans hustru
- Georg Blomstedt – Anders på Blåsekulla, handelsman
- Edla Rothgardt – Fina, hans hustru
- Arvid Enström – Petter Spof, f d knekt
- Ernst Öberg – Svantesson, nämndeman
- Frida Sporrong – Elin, hans dotter
- Paul Seelig – Ivar Björck
- Thekla Borgh – Gamla Malena